# 이만식 (1894년)
이만식(李萬植, 일본식 이름: 河原平定, 1894년 ~ ?)은 일제강점기의 세무 관료이다.

## 생애
일제 강점기 초기인 1914년에 조선총독부가 토지조사를 위해 설치한 기구인 임시토지조사국에 서기보로 임용되면서 관계에 들어섰다. 임지토지조사국 정리과에서 근무하다가, 이 기관이 해체된 1918년에 총독부 군서기로 이동하였다.
1918년부터 강원도 강릉군과 충청북도 제천군, 영동군, 진천군, 괴산군, 단양군 등에서 서기로 일했다. 1934년에는 경성세무감독국 소속인 충청북도 영동세무서의 서장으로 발령받았고, 이후 사세관으로 춘천세무서장을 지냈다.
영동세무서장이던 1935년에 총독부가 시정 25주년을 기념하여 표창한 표창자 명단에 들어 있다. 일본 정부로부터 세 차례 서보장을 받는 등, 춘천세무서장이던 1941년을 기준으로 정7위 훈6등에 서위되어 있었다.
2008년 민족문제연구소가 발표한 친일인명사전 수록예정자 명단 중 관료 부문에 포함되었다.

## 참고자료
- 이만식(李萬植) - 국사편찬위원회